# Bocas del Toro (provincie)
Bocas del Toro is een provincie van Panama, gelegen in het noordwesten van het land. De hoofdstad is de gelijknamige stad Bocas del Toro.
De provincie heeft 125.461 inwoners (2010) die wonen op een oppervlakte van ruim 4657 km².

## Districten
Bocas del Toro bestaat uit vier gemeenten (distrito); achter elk district de hoofdplaats (cabecera):
- Almirante[2] (Almirante)
- Bocas del Toro (Bocas del Toro)
- Changuinola (Changuinola)
- Chiriquí Grande (Chiriquí Grande)

Bocas del Toro · Chiriquí · Coclé · Colón · Darién · Herrera · Los Santos · Panamá · Panamá Oeste · Veraguas